# 桑尼·苏瓦美塔农
桑尼·苏瓦美塔农（羅馬化：Sunny Suwanmethanont，1981年5月18日—），昵称Sunny，是泰新法混血的泰国男演員兼歌手。代表作有《我很好，谢谢，我爱你》、《亲密朋友》、《香巴拉》、《床边侦探》、《恋爱诊疗中》、《丘比特的眼泪》、《把哥哥退货可以吗？》、《爱的警报器》、《就爱断舍离》、《真愛失憶中》等。

## 影视作品

### 电影
- 《恋爱诊疗中》
- 《把哥哥退货可以吗？》
- 《就爱断舍离》
- 《真愛失憶中》

### 电视剧
- 《丘比特的眼泪》
- 《爱的警报器》 饰演 男主角Peng（普鹏）